# ابرنواختر (فیلم ۲۰۰۰)
ابرنواختر (انگلیسی: Supernova) فیلمی در ژانر ترسناک، علمی–تخیلی، و ماجرایی به کارگردانی والتر هیل است که در سال ۲۰۰۰ منتشر شد.

## بازیگران
- جیمز اسپیدر
- آنجلا باست
- پیتر فاسینلی
- لو دایموند فیلیپس
- رابین تونی
- رابرت فورستر
- ویلسون کروز

## داستان
فیلم داستان جستجو و نجات خدمه یک سفینه فضایی در اوایل قرن ۲۲ که به اعماق فضا سفر کرده‌اند است. وقتی کشتی آنها،"نایتینگل ۲۲۹" به سیگنالی اضطراری از یک کهکشان دیگر پاسخ می‌دهد، خدمه خود را در خطری جدی از سوی مرد جوانی که نجات داده‌اند می‌بینند و…